# Port-Brillet
Port-Brillet település Franciaországban, Mayenne megyében. Lakosainak száma 1816 fő (2022. január 1.). Port-Brillet Le Bourgneuf-la-Forêt, La Brûlatte, Launay-Villiers, Olivet, Saint-Ouën-des-Toits és Saint-Pierre-la-Cour községekkel határos.

## Népesség
A település népességének változása:
| Lakosok száma | 1757 | 1904 | 1813 | 1903 | 1847 | 1833 | 1801 | 1799 | 1795 | 1816 |
|               | 1968 | 1982 | 1990 | 2006 | 2013 | 2015 | 2017 | 2019 | 2020 | 2022 |